# Pleocnemia andaiensis
Pleocnemia andaiensis är en ormbunkeart som först beskrevs av Bak., och fick sitt nu gällande namn av Holtt. Pleocnemia andaiensis ingår i släktet Pleocnemia och familjen Tectariaceae. Inga underarter finns listade.